# Yilu (köping i Kina, Sichuan)
Yilu (kinesiska: 义路镇, 义路) är en köping i Kina. Den ligger i provinsen Sichuan, i den sydvästra delen av landet, omkring 270 kilometer öster om provinshuvudstaden Chengdu. Antalet invånare är 10 209. Befolkningen består av 4 921 kvinnor och 5 288 män. Barn under 15 år utgör 20,0 %, vuxna 15-64 år 67 %, och äldre över 65 år 12,0 %.
Genomsnittlig årsnederbörd är 1 545 millimeter. Den regnigaste månaden är september, med i genomsnitt 280 mm nederbörd, och den torraste är december, med 8 mm nederbörd.